# Сорен, Бернар Жозеф
Бернар Жозеф Сорен (1706—1781) — французский драматург.

## Биография
Сын математика Жозефа Сорена, племянник богослова Эли Сорена.
В молодости работал адвокатом Парижского парламента, однако в возрасте около 40 лет ушёл в отставку и сосредоточился на литературном труде. Был другом Вольтера и Гельвеция, последний выплачивал Сорену пенсию. В 1761 году избран во Французскую академию.
Из пьес Сорена наиболее известными считаются «Спартак» (1760) и «Беверлей» (1768). «Спартак» — одно из первых произведений, посвящённых руководителю восстания рабов и гладиаторов в Древнем Риме — был поставлен практически во всех театральных центрах Европы того времени и получил высокую оценку Вольтера, посчитавшего пьесу сработанной «в мастерской великого Корнеля». При этом сам Сорен отмечал преемственность своего Спартака к образам корнелиевских Никомеда и Сертория.
«Беверлей» — трагедия о человеке, одержимом страстью к карточной игре — являлась переработкой драмы Э. Мура «Игрок». В XVII веке пьеса Сорена неоднократно ставилась в России (в переводе И. А. Дмитревского), впечатление об одной из постановок А. Н. Радищев отразил в своём «Дневнике одной недели».
В 1783 году было выпущено «Полное собрание сочинений» («Oeuvres complètes») писателя (переиздано в 1812 году с биографической заметкой Файоля).